# Gonionotophis
Gonionotophis — рід змій родини Lamprophiidae. Представники цього роду мешкають в Західній і Центральній Африці.

## Види
Рід Gonionotophis нараховує 3 види:
- Gonionotophis brussauxi (Mocquard, 1889)
- Gonionotophis grantii (Günther, 1863)
- Gonionotophis klingi Matschie, 1893